# Arquidiócesis de Friburgo de Brisgovia
La arquidiócesis de Friburgo de Brisgovia o de Friburgo (en latín: Archidioecesis Friburgensis, en alemán: Erzbistum Freiburg) es una circunscripción eclesiástica de la Iglesia católica en Alemania. Se trata de una arquidiócesis latina, sede metropolitana de la provincia eclesiástica de Friburgo de Brisgovia. Desde el 30 de mayo de 2014 su arzobispo es el Stephan Burger.

## Territorio y organización

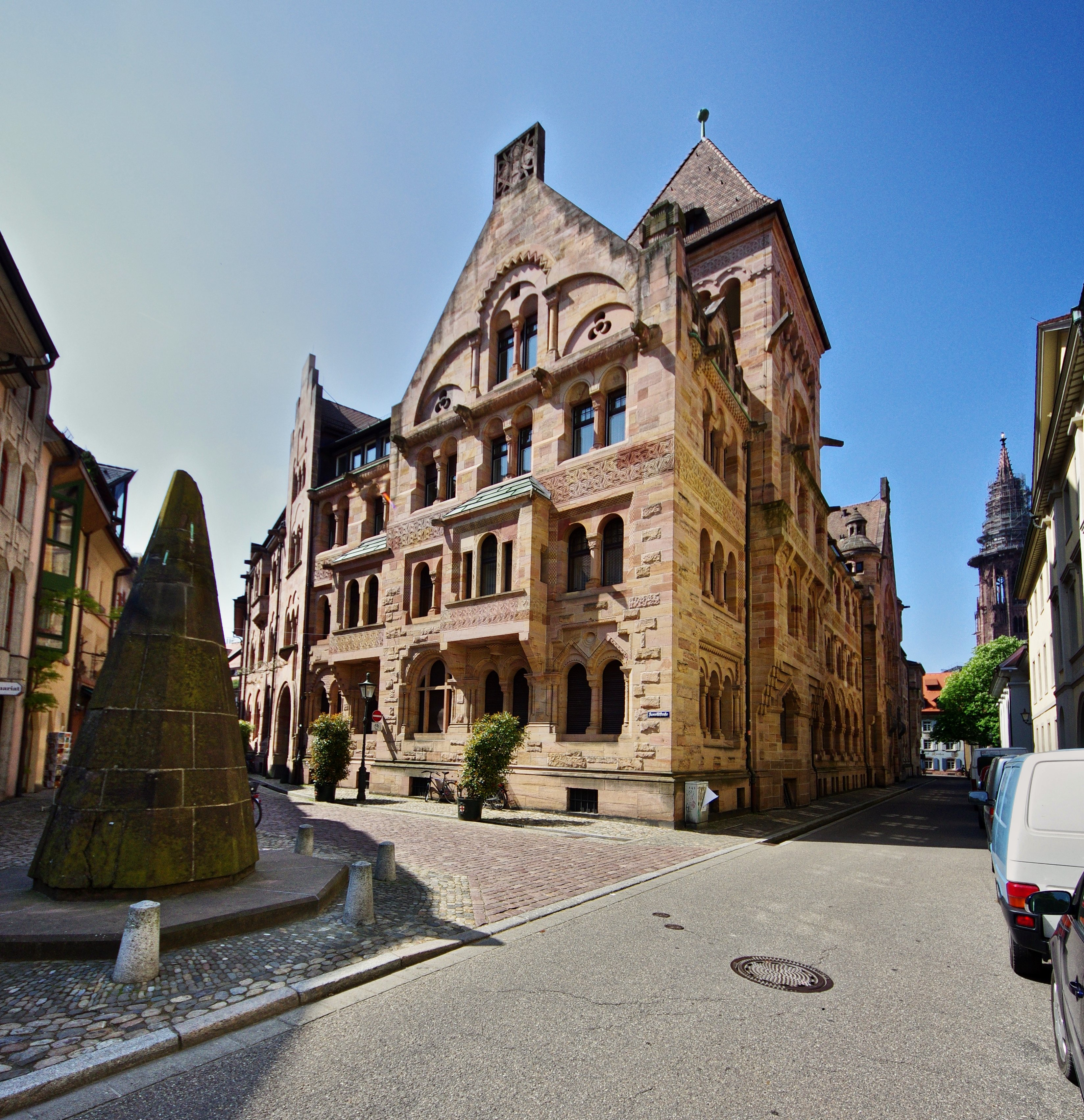
Palacio archiepiscopal, en Friburgo de Brisgovia

La arquidiócesis tiene 16 229 km² y extiende su jurisdicción sobre los fieles católicos de rito latino residentes en la parte occidental del estado de Baden-Wurtemberg y el territorio correspondiente a los antiguos estados del Baden (que en gran parte era propiedad de la familia Hohenzollern dentro del Reino de Prusia), de Hohenzollern-Sigmaringen y de Hohenzollern-Hechingen.

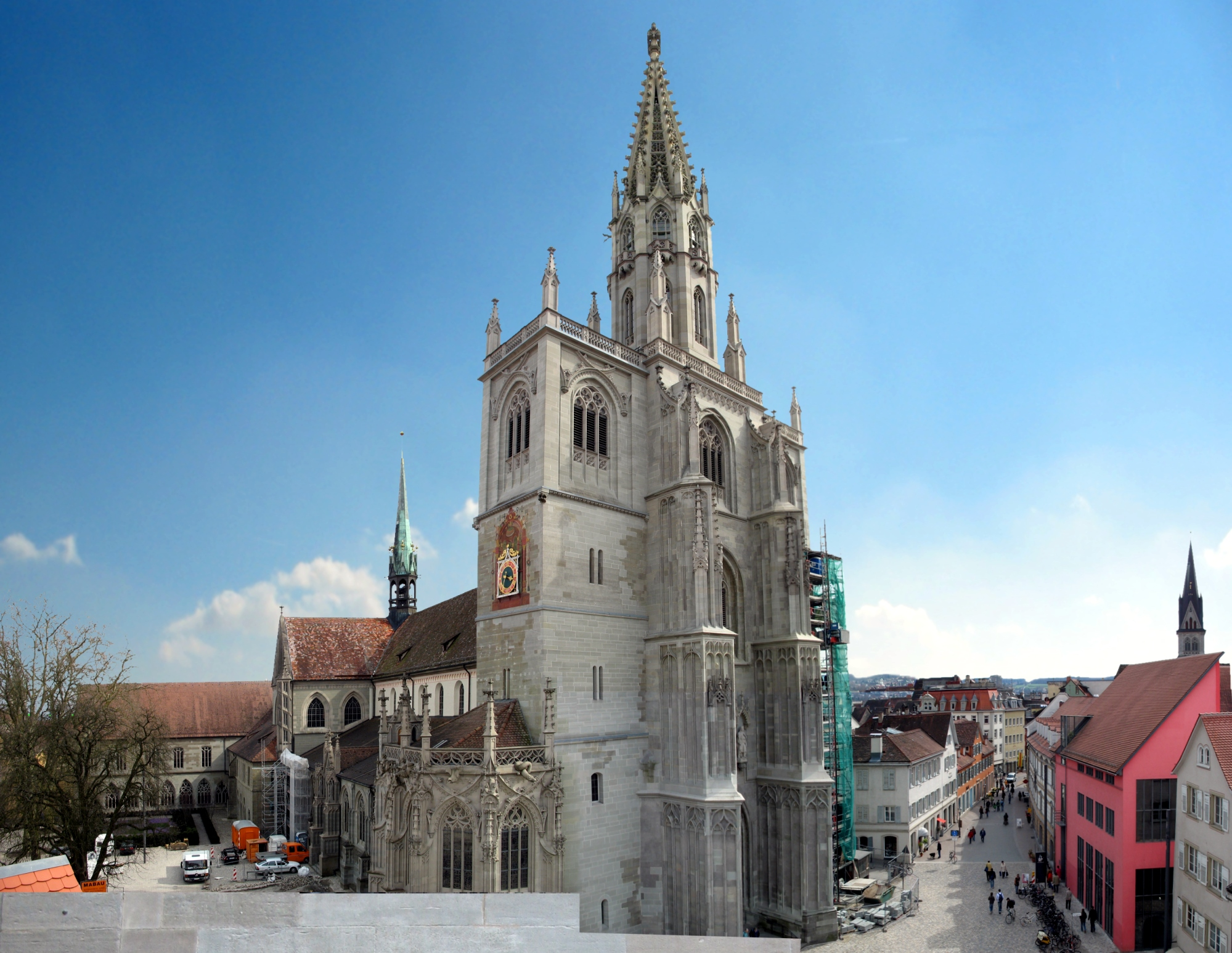
Excatedral basílica de Nuestra Señora, en Constanza

La sede de la arquidiócesis se encuentra en la ciudad de Friburgo de Brisgovia, en donde se halla la Catedral de Nuestra Señora. En el territorio de la arquidiócesis existen también tres basílicas menores: iglesia de Nuestra Señora (o de la Natividad de María, San Pelagio y San Corrado), en Constanza (antigua catedral de la diócesis de Constanza); el basílica santuario de Nuestra Señora de la Asunción (o santuario de Birnau), en Uhldingen-Mühlhofen; y la basílica de San Jorge (o de la Santa Sangre), en Walldürn. La abadía de Reichenau, ubicada en la isla Reichenau del lago Constanza está declarada como Patrimonio de la Humanidad por la Unesco y contiene a la iglesia abacial de Santa María y San Marcos.

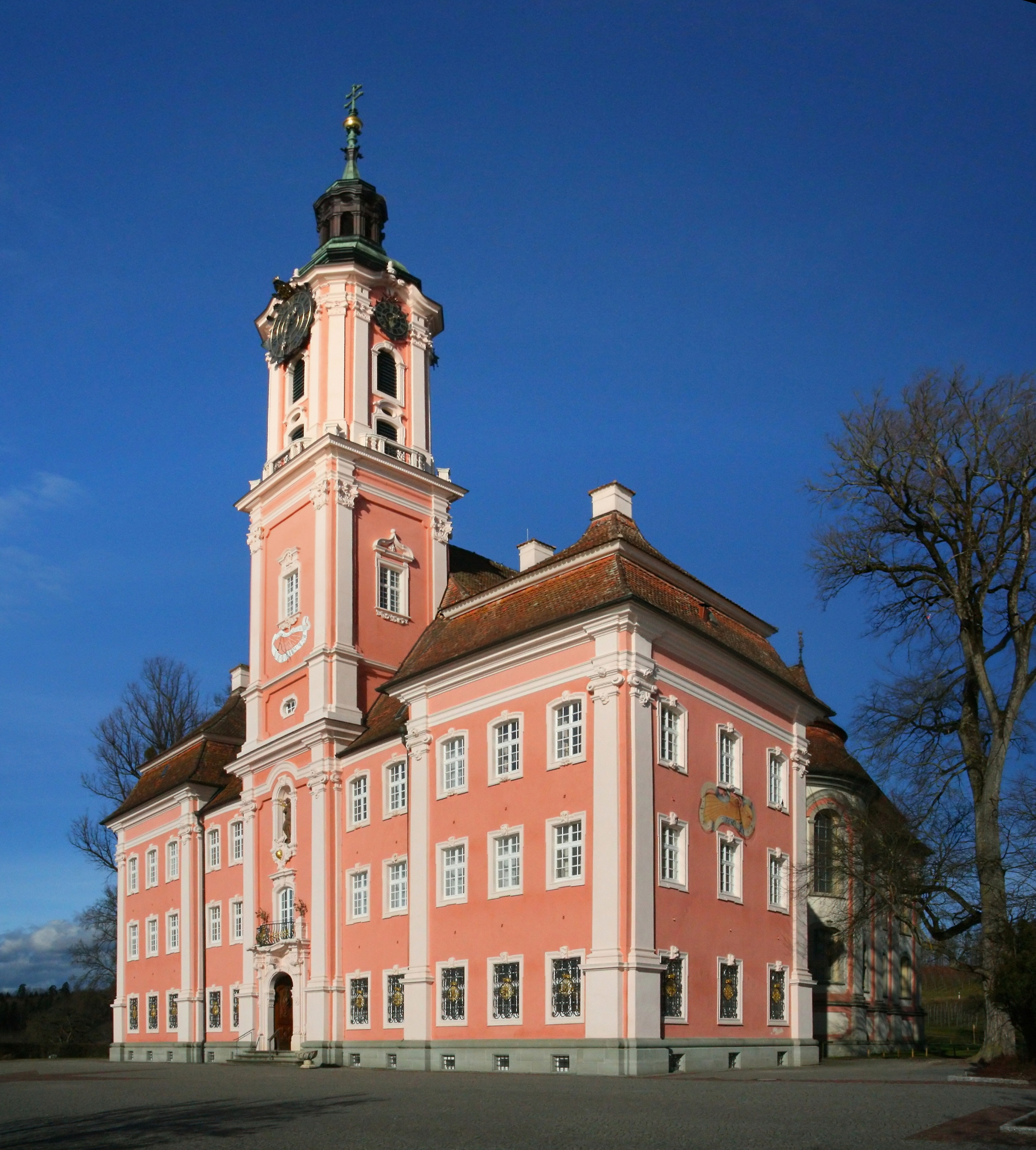
Basílica santuario de Nuestra Señora de la Asunción o de Birnau, en Uhldingen-Mühlhofen

La arquidiócesis tiene como sufragáneas a las diócesis de: Maguncia y Rotemburgo-Stuttgart.

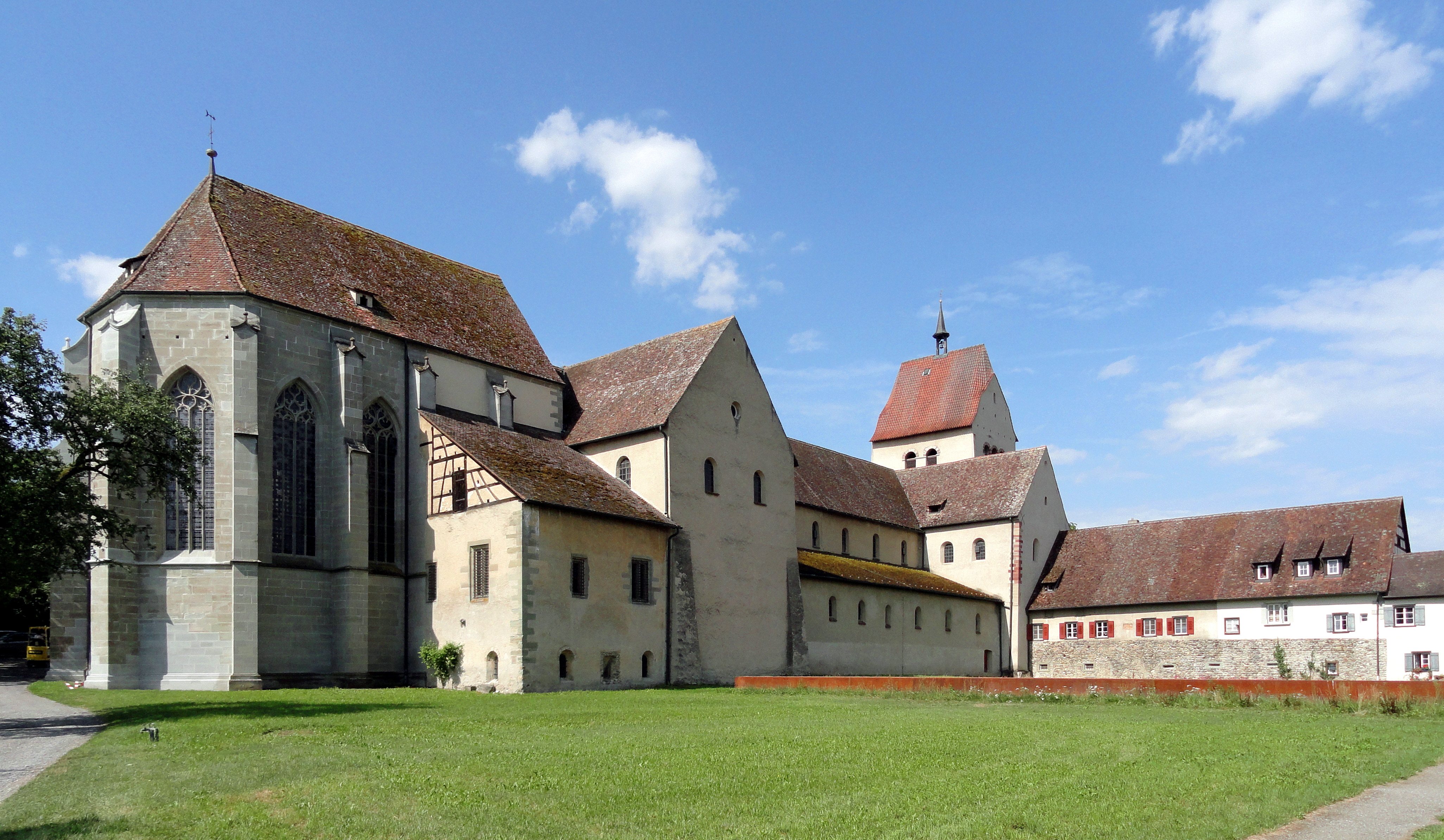
Abadía de Reichenau

En 2023 en la arquidiócesis existían 1048 parroquias agrupadas en 26 decanatos:
- Región de Odenwald/Tauber, que comprende los decanatos de: Tauberbischofsheim, Lauda, Buchen y Mosbach;
- Región de Rhine/Neckar, que comprende los decanatos de: Weinheim, Mannheim, Heidelberg, Wiesloch y Kraichgau;
- Región de Middle Oberrhein/Pforzheim, que comprende los decanatos de: Philippsburg, Bruchsal, Bretten, Karlsruhe, Pforzheim, Ettlingen, Murgtal y Baden-Baden;
- Región de Ortenau, que comprende los decanatos de: Offenburg, Acher-Renchtal, Lahr y Kinzigtal;
- Región de Breisgau/Schwarzwald/Baar, que comprende los decanatos de: Breisach/Endingen, Waldkirch, Friburgo, Neuenburg, Neustadt y Villingen y Donaueschingen;
- Región de Hochrhein, que comprende los decanatos de: Wiesental,  Waldshut,  Säckingen y Wutachtal;
- Región de Lago de Constanza/Hohenzollern, que comprende los decanatos de: Western Hegau, Eastern Hegau, Konstanz, Linzgau, Meßkirch, Sigmaringen y Zollern.

En 2015, las 1053 parroquias se fusionaron en 224 unidades pastorales para simplificar los procesos administrativos. Las iglesias de Santa Isabel en Friburgo, San Juan y San Sebastián en Ladenburg, y la Sagrada Familia en Lörrach fueron desacralizadas a principios del siglo XXI, y la iglesia del castillo de Beuggen se vendió a la Iglesia evangélica de Baden.

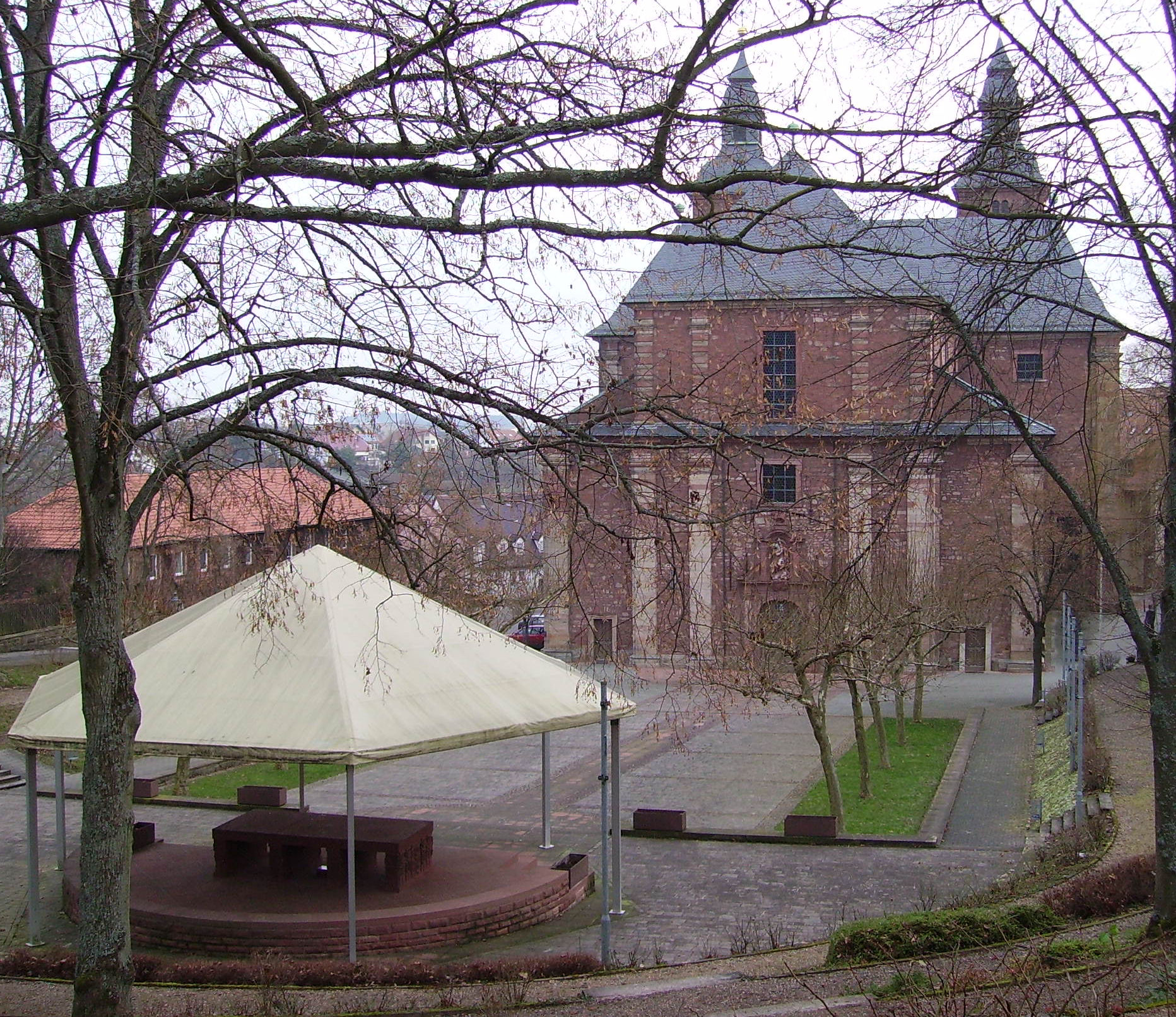
Basílica de San Jorge, en Walldürn

## Historia
La arquidiócesis actual es en parte heredera de la antigua diócesis de Constanza, erigida entre finales del siglo VI y principios del siglo VII. La diócesis, una de las más grandes del Imperio alemán del cual era parte integral, incluía porciones sustanciales de los territorios actuales de la Suiza de habla alemana, el Baden-Württemberg alemán y el Vorarlberg austriaco. Desde el siglo XIII hasta 1802, también fue un estado del Sacro Imperio Romano Germánico.
La situación política europea a finales del siglo XVIII, la Revolución francesa, el Reichsdeputationshauptschluss de 1803 y el Congreso de Viena de 1815 provocaron el fin de la diócesis de Constanza. En particular, tras la supresión del Sacro Imperio Romano Germánico, el territorio de la diócesis se dividió entre dos nuevas entidades políticas, la Confederación Germánica y Suiza; debido al principio de la territorialidad de las Iglesias, el de Constanza ya no podía sobrevivir.
La arquidiócesis de Friburgo fue erigida el 16 de agosto de 1821 mediante la bula Provida solersque del papa Pío VII, obteniendo el territorio de la diócesis de Constanza, que fue simultáneamente suprimida, y de aquellas partes de las diócesis de Espira, Maguncia, Worms, Wurzburgo y Estrasburgo, que caían dentro del territorio del Gran Ducado de Baden. Originalmente la jurisdicción metropolitana se extendía, además de las diócesis de Maguncia y Rotemburgo, también a Fulda y Limburgo.
Debido a la falta de acuerdo sobre el nombramiento del obispo, Ignaz Heinrich von Wessenberg, el último administrador de la diócesis de Constanza, continuó administrando la nueva arquidiócesis hasta el nombramiento del primer arzobispo de Friburgo de Brisgovia, Bernhard Boll, en 1827.
El cabildo catedralicio de canónigos, mediante la bula Ad dominici gregis custodiam del 11 de abril de 1827 y del concordato entre la Santa Sede y la República de Baden del 12 de octubre de 1932, goza del derecho de elegir a sus propios obispos, sobre una tríada de nombres propuestos por la Santa Sede; luego el elegido recibe el nombramiento formal y canónico del papa.
La ausencia de un concordato explícito entre la Santa Sede y el gobierno del Gran Ducado de Baden dificultó las relaciones entre Iglesia y Estado en las primeras décadas de vida de la arquidiócesis, especialmente durante el episcopado de Hermann von Vicari (1843-1868). quien fue arrestado y encarcelado por solo una semana en su palacio episcopal. A la muerte del arzobispo, no fue posible realizar nuevas elecciones y la sede permaneció vacante durante 14 años, gobernada por el auxiliar Lothar von Kübel, obispo titular de Leuce.
Las relaciones entre la Iglesia y el Estado mejoraron hacia el final del siglo, y especialmente con la nueva constitución estatal de Baden de 1919, que abolió el control estatal sobre todas las actividades de la Iglesia. Esto permitió, entre otras cosas, la fundación de comunidades religiosas en la arquidiócesis, hasta entonces prohibidas.
El 13 de agosto de 1930, mediante la bula Pastoralis officii nostri del papa Pío XI, se reestructuró la provincia eclesiástica de Friburgo de Brisgovia, que perdió las sufragáneas de Limburgo y Fulda, pasando respectivamente a las provincias eclesiásticas de Colonia y Paderborn.
A partir de 1935 el arzobispo Conrad Gröber se convirtió en un abierto oponente del nacionalsocialismo. Diecisiete sacerdotes de la diócesis fueron deportados a campos de concentración; diez de ellos encontrarán la muerte allí. Algunos fueron recluidos en el "pabellón sacerdotal" (Pfarrerblock) del Campo de concentración de Dachau. Otros fueron trasladados a otros campos o "evacuados"; solo unos pocos fueron liberados, y otros murieron en el campo.
Desde el 1 de enero de 2008 la arquidiócesis adoptó una división en 26 decanatos.
La arquidiócesis fue visitada por el papa Benedicto XVI los días 24 y 25 de septiembre de 2011.
En 2012 decenas de miles de personas se reunieron en Mannheim para el 98.º Congreso Católico Alemán. El lema fue "Atrévete a un nuevo comienzo".

## Estadísticas
Según el Anuario Pontificio 2024 la arquidiócesis tenía a fines de 2023 un total de 1 897 120 fieles bautizados.
| Año                                                                             | Población            | Población | Población      | Sacerdotes | Sacerdotes    | Sacerdotes    | Bautizados por sacerdote | Diáconos permanentes | Religiosos | Religiosos | Parroquias |
| Año                                                                             | Bautizados católicos | Total     | % de católicos | Total      | Clero secular | Clero regular | Bautizados por sacerdote | Diáconos permanentes | Varones    | Mujeres    | Parroquias |
| ------------------------------------------------------------------------------- | -------------------- | --------- | -------------- | ---------- | ------------- | ------------- | ------------------------ | -------------------- | ---------- | ---------- | ---------- |
| 1950                                                                            | 1 710 233            | 2 605 420 | 65.6           | 1969       | 1538          | 431           | 868                      |                      | 746        | 6551       | 1022       |
| 1970                                                                            | 2 292 550            | 4 952 862 | 46.3           | 1355       | 1109          | 246           | 1691                     |                      | 455        | 5077       | 1087       |
| 1980                                                                            | 2 344 864            | 4 000     | 58.6           | 1753       | 1393          | 360           | 1337                     | 46                   | 527        | 5379       | 1040       |
| 1990                                                                            | 2 256 888            | 4 100 000 | 55.0           | 1644       | 1318          | 326           | 1372                     | 104                  | 494        | 3952       | 1052       |
| 1999                                                                            | 2 160 650            | 4 540 000 | 47.6           | 1432       | 1150          | 282           | 1508                     | 158                  | 423        | 2770       | 1084       |
| 2000                                                                            | 2 148 067            | 4 530 000 | 47.4           | 1368       | 1124          | 244           | 1570                     | 172                  | 383        | 2702       | 1084       |
| 2001                                                                            | 2 132 269            | 4 700 000 | 45.4           | 1325       | 1091          | 234           | 1609                     | 179                  | 356        | 2521       | 1084       |
| 2002                                                                            | 2 124 834            | 4 600 000 | 46.2           | 1325       | 1071          | 254           | 1603                     | 185                  | 363        | 2247       | 1084       |
| 2003                                                                            | 2 114 702            | 4 600 000 | 46.0           | 1277       | 1066          | 211           | 1655                     | 185                  | 308        | 2281       | 1083       |
| 2006                                                                            | 2 088 512            | 4 850 000 | 43.1           | 1216       | 1005          | 211           | 1717                     | 202                  | 294        | 1970       | 1077       |
| 2013                                                                            | 1 953 041            | 4 735 970 | 41.2           | 1007       | 900           | 107           | 1939                     | 246                  | 187        | 1497       | 1070       |
| 2016                                                                            | 1 929 000            | 4 694 711 | 41.1           | 1042       | 850           | 192           | 1851                     | 272                  | 260        | 1297       | 1061       |
| 2019                                                                            | 1 855 485            | 4 791 293 | 38.7           | 830        | 727           | 103           | 2235                     | 275                  | 161        | 1085       | 1053       |
| 2021                                                                            | 1 874 400            | 4 842 340 | 38.7           | 924        | 791           | 133           | 2028                     | 277                  | 151        | 872        | 1049       |
| 2023                                                                            | 1 897 120            | 4 901 630 | 38.7           | 862        | 695           | 167           | 2200                     | 275                  | 221        | 907        | 1048       |
| Fuente: Catholic-Hierarchy, que a su vez toma los datos del Anuario Pontificio. |                      |           |                |            |               |               |                          |                      |            |            |            |

### Vida consagrada
Algunas de las órdenes religiosas presentes en la arquidiócesis son la Orden del Císter, las Hermanas de la Caridad de San Vicente de Paúl de Friburgo, la Sociedad de San Carlos Borromeo, la Sociedad del Santo Niño Jesús entre otras. También cuenta con 30 periódicos católicos y la Universidad de Friburgo.

## Episcopologio
- Sede vacante (1821-1827)

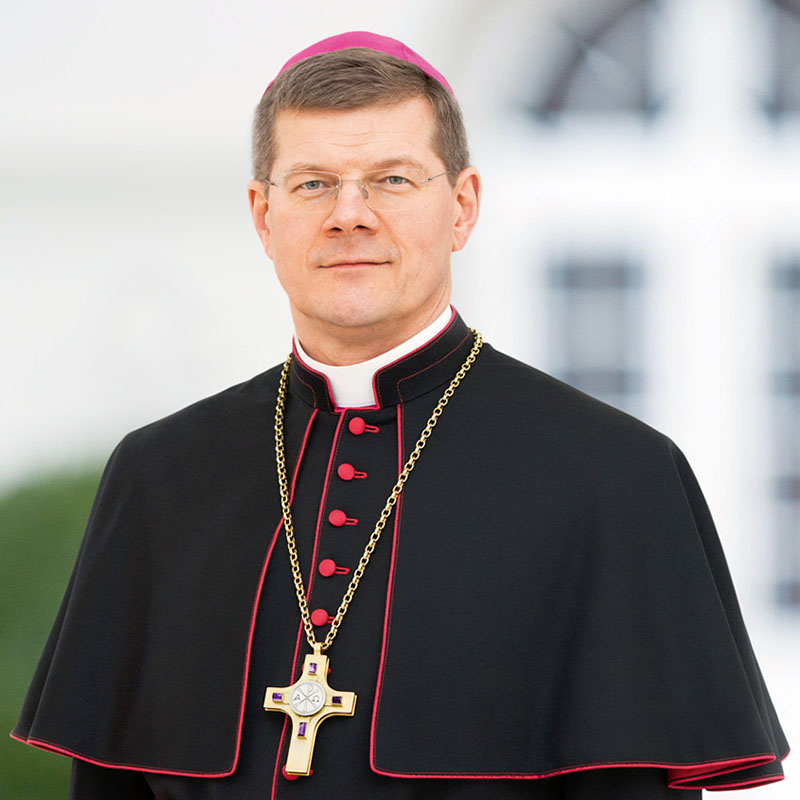
Stephan Burger, arzobispo de Friburgo de Brisgovia desde 2014

- Bernhard Boll, O.Cist. † (21 de mayo de 1827-6 de marzo de 1836 falleció)
- Ignatz Anton Demeter † (21 de noviembre de 1836-21 de marzo de 1842 falleció)
- Hermann von Vicari † (30 de enero de 1843-14 de abril de 1868 falleció)
  - Lothar von Kübel † (5 de enero de 1869-3 de agosto de 1881 falleció) (administrador apostólico)
- Johann Baptist Orbin † (12 de mayo de 1882-8 de abril de 1886 falleció)
- Johannes Christian Roos † (27 de julio de 1886-22 de octubre de 1896 falleció)
- Georg Ignatz Komp † (24 de marzo de 1898-11 de mayo de 1898 falleció)
- Thomas Nörber † (5 de septiembre de 1898-27 de julio de 1920 falleció)
- Karl Fritz † (12 de octubre de 1920-7 de diciembre de 1931 falleció)
- Conrad Gröber † (21 de mayo de 1932-14 de febrero de 1948 falleció)
- Wendelin Rauch † (27 de agosto de 1948-28 de abril de 1954 falleció)
- Eugen Viktor Paul Seiterich † (7 de agosto de 1954-3 de marzo de 1958 falleció)
- Hermann Josef Schäufele † (14 de junio de 1958-26 de junio de 1977 falleció)
- Oskar Saier † (15 de marzo de 1978-1 de julio de 2002 renunció)
- Robert Zollitsch (16 de junio de 2003-17 de septiembre de 2013 retirado)
- Stephan Burger, desde el 30 de mayo de 2014[13]